# Comando Sur de Estados Unidos

En este mapa, el área de responsabilidad de SOUTHCOM se muestra en letras verdes.

El Comando Sur de Estados Unidos (USSOUTHCOM, por las siglas en inglés de United States Southern Command), es uno de los diez comandos de combate unificado pertenecientes al Departamento de Defensa de los Estados Unidos. Su jurisdicción comprende los países de América Latina, con excepción de México, que pertenece al Comando Norte, y doce islas bajo soberanía europea. Además, abarca los océanos Atlántico y Pacífico entre los meridianos 30° y 92° oeste. Tiene su sede en Miami, Florida.

## Estructura y ubicación geográfica
El Comando Sur de Estados Unidos cubre 31 países y abarca 24.9 millones de kilómetros cuadrados. Es responsable de proporcionar planificación de contingencia, operaciones, y la cooperación de seguridad para América Central y del Sur, el Caribe (excepto asociados con los EE.UU., territorios y posesiones) como Cuba, así como para la protección de los recursos militares de EE.UU en estos lugares. También es responsable de velar por la defensa del Canal de Panamá y las áreas revertidas pertenecientes al mismo.
Bajo la dirección de un comandante de cuatro estrellas, el personal del Comando Sur se organiza en Direcciones, los comandos de componentes y grupos militares que representan el Comando Sur en la región de América Central, América del Sur y el Caribe.

### Países dentro de la jurisdicción
- Antigua y Barbuda
- Argentina
- Barbados
- Belice
- Bolivia
- Brasil
- Islas Caimán
- Chile
- Colombia
- Costa Rica
- Dominica
- República Dominicana
- Ecuador
- El Salvador
- Granada
- Guatemala
- Guyana
- Haití
- Honduras
- Jamaica
- Nicaragua
- Panamá
- Paraguay
- Perú
- San Cristóbal y Nieves
- Santa Lucía
- San Vicente y las Granadinas
- Surinam
- Trinidad y Tobago
- Uruguay
- Venezuela

## Integración
El Comando Sur es un mando conjunto integrado por más de 1.200 efectivos militares y civiles en representación del Ejército, Armada, Fuerza Aérea, Marines, la Guardia Costera, y varias agencias federales. Los servicios que proporciona el Comando Sur junto con el componente de Operaciones Especiales Conjuntas, dos Fuerzas de Tareas Conjuntas, una Joint Interagency Task Force, y las oficinas de Asistencia para la Seguridad, se encargan de realizar misiones pertenecientes al Comando Sur y las actividades de cooperación en seguridad. El Comando Sur ejerce su autoridad a través de los comandantes de dichos componentes.

## Cuarta Flota
Analistas señalan que la reactivación de la llamada Cuarta Flota —en desuso durante 58 años— es una decisión de carácter político y simbólico, que responde a la aparición de regímenes antiestadounidenses en la región. Por eso, algunos consideran esta medida como una respuesta a la elección de varios gobiernos que han manifestado posturas contrarias a las del gobierno de Washington D. C.. Sin embargo, según el almirante James G. Stavridis, exjefe del Comando Sur de la marina estadounidense, se trata de una medida administrativa que busca, sobre todo, fortalecer operaciones de lucha contra el narcotráfico y promover la cooperación en materia de seguridad y antiterrorismo. Un ejemplo de esto es el combate a la presunta presencia de Hezbolá en la denominada Triple frontera entre Argentina, Brasil y Paraguay, así como la contención de la influencia de China y Rusia en América Latina y el Caribe, y el abordaje de problemáticas como la inequidad, la pobreza, el crimen organizado y los desastres naturales. 
Este enfoque está desarrollado en el informe Estrategia del Comando Sur de los Estados Unidos 2018: Amistad y cooperación para las Américas. Muchos analistas interpretan esta futura intervención en el Caribe y América del Sur como una oportunidad para controlar recursos petrolíferos y acuíferos. El equipamiento previsto para la Cuarta Flota sería similar al de la Quinta Flota en el Golfo Pérsico y la Sexta Flota en el Mediterráneo. Se estima que un portaaviones y varios submarinos serían desplegados en la región, que abarca aproximadamente 11.200 km² de norte a sur y 4.800 km² de este a oeste. En ese entonces, el expresidente de los Estados Unidos Barack Obama no dio señales de modificar esta política de ocupación.

## Planes y operaciones

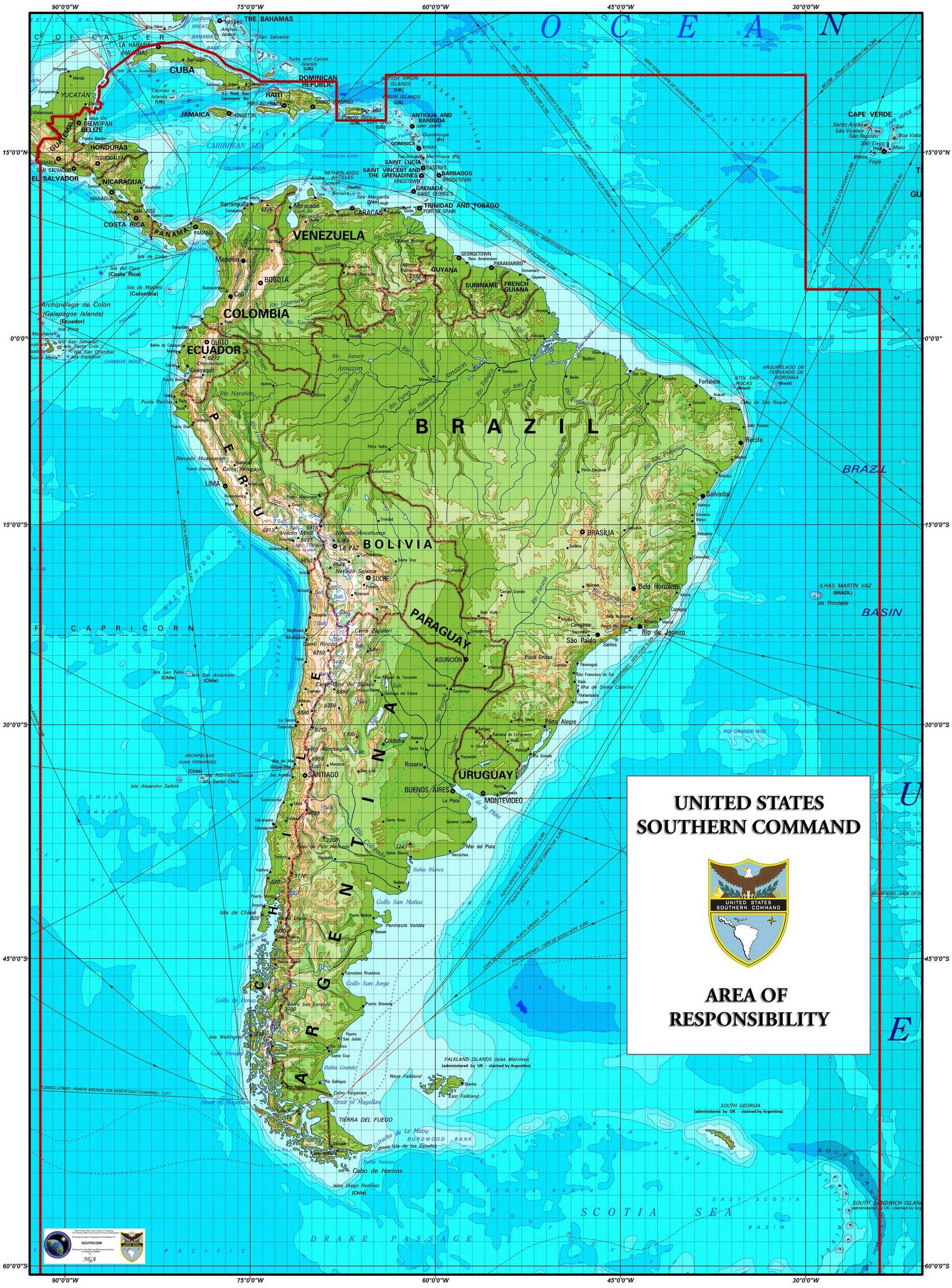
Área de responsabilidad del Comando Sur

El compromiso contra el narcoterrorismo (CNT), las actividades de asistencia humanitaria y las operaciones de socorro tienen como objetivo promover la democracia, la estabilidad y fomentar enfoques colectivos para la seguridad regional. Cuando es necesario, el Comando Sur está preparado para responder de manera unilateral o multilateral ante crisis que puedan amenazar la estabilidad regional o los intereses nacionales, así como para enfrentar futuros desafíos hemisféricos. Mantener buenas relaciones con los países aliados es fundamental para el Comando Sur.

### Lucha contra el narcotráfico
Las actividades ilegales asociadas al tráfico ilícito representan una amenaza significativa para la seguridad y la estabilidad en el Hemisferio Occidental. El narcotráfico es el núcleo del tráfico ilícito y constituye el principal medio a través del cual la delincuencia organizada transnacional (TCO) obtiene ingresos y gana influencia en la región. El Comando Sur de EE. UU. trabaja junto a sus socios para combatir y disuadir a las TCO mediante una estrategia amplia y coordinada, que incluye la reducción de la demanda de estupefacientes, la erradicación de cultivos de coca, la regulación de precursores químicos, la represión del blanqueo de dinero, la interdicción de cargamentos ilícitos en tránsito hacia los Estados Unidos y otros países, y, en última instancia, la desarticulación y el desmantelamiento de las TCO que operan en la región. 

#### El papel de la JIATF-Sur
Joint Interagency Task Force South (JIATF Sur) en Key West, Florida, es el centro marítimo de EE. UU. y los esfuerzos de interdicción se ubican en el Atlántico Occidental, la Cuenca del Caribe y del Pacífico Oriental. JIATF Sur detecta y supervisa las aeronaves sospechosas y embarcaciones, y a continuación proporciona esta información a los socios internacionales e interactúa con las agencias que tienen autoridad para interceptar los envíos ilícitos y la detención de miembros de las TCO. En 2010, JIATF Sur y los asociados internacionales e interinstitucionales fueron directamente responsables de la interdicción de 142 toneladas de cocaína, 1550 kilos de marihuana y 309 detenciones, privando a las TCO de US$ 2.800.000.000 en ingresos.

##### Colaboración con países en favor de la lucha contra el narcotráfico
Una continua asociación estratégica del Comando Sur con Colombia - llevadas a cabo en el marco de la Iniciativa Estratégica para el Desarrollo de Colombia (ICDE), originalmente desarrollado por la Embajada de EE. UU. en Bogotá, sirve como un modelo de colaboración integrado. ICDE se alinea con el apoyo del gobierno de los EE.UU. a Colombia con el Plan del gobierno colombiano de Consolidación Nacional, un conjunto de esfuerzos gubernamentales para ampliar la presencia del Estado y servicios en áreas específicas donde la pobreza, la violencia, los cultivos ilícitos y el tráfico de drogas históricamente han convergido. (Ver más en el apoyo de Colombia)

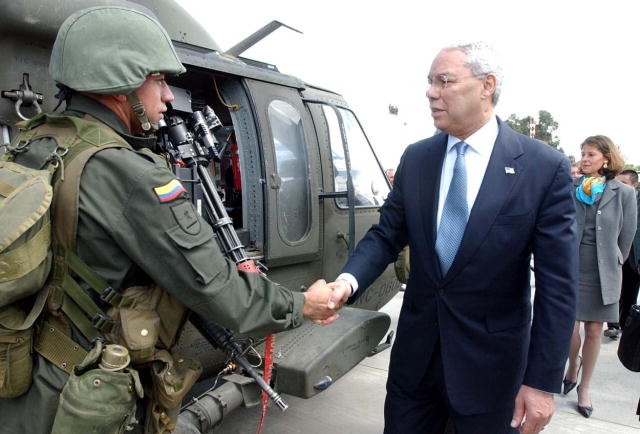
El entonces Secretario de Estado de los EEUU, Colin Powell de visita en Colombia

En América Central y el Caribe, el Comando Sur del Gobierno de EE. UU. admite dos iniciativas subregionales para mejorar la seguridad ciudadana —la Iniciativa de Seguridad Regional de América Central (CARSI) y la Iniciativa de Seguridad de la Cuenca del Caribe (CBSI)— El Comando Sur de EE. UU. seguirá apoyando esfuerzos interinstitucionales para interceptar el tráfico ilícito en aguas internacionales y espacio aéreo.
Las fuerzas del Comando Sur están dirigidas a ayudar a los gobiernos y las fuerzas de seguridad pública en la región a enfrentar a la droga y las amenazas del tráfico ilícito por:
- Entrenar a las fuerzas de las naciones socias que lideran la lucha contra el narcoterroristas
- La prestación de asistencia de planificación y asesoramiento
- Proporcionar equipo no letal, incluido el apoyo de helicópteros, plataformas de inteligencia, y los sistemas de mando y control
- Ayudar a los países desarrollar políticas y programas de derechos humanos.
- Patrocinio de multinacionales contra las drogas y la formación de lucha contra el terrorismo

#### En alianza con el Comando Norte de los Estados Unidos
El Comando Sur trabaja directamente con el Comando Norte de EE. UU. para sincronizar las operaciones del Departamento de Defensa en el Hemisferio Occidental y coordinar el empleo de recursos combinados.
La creciente influencia de las TCO de México en América Central es una amenaza compartida entre el Comando Sur y el Norte, con violencia en la región y la creciente corrupción en las zonas tanto de comando de las responsabilidades como TCO aumentar sus áreas de influencia.
Comando Sur trabaja en estrecha colaboración con el Comando Norte en la vigilancia de la frontera entre México y EE. UU., una región clave de la zona de tránsito de estupefacientes.

### Crisis de la Guayana Esequiba de 2023
Tras la crisis de Guyana y Venezuela en disputa del territorio de Guayana Esequiba, el Comando Sur de EE.UU esta en operaciones militares conjuntas con la Fuerza de Defensa de Guyana esta en virtud de reforzar la cooperación de seguridad entre ambos países, en plena crisis con Venezuela. 

### Asistencia humanitaria y atención de desastres
La asistencia Humanitaria y Atención de Desastres son dos misiones distintas pero complementarias. La asistencia humanitaria se centra en la prestación de servicios de salud, mejoras en la infraestructura y la ayuda a las poblaciones azotadas por temporales. El Alivio en desastres es la respuesta para reducir los sufrimientos humanos causados por los desastres naturales que provocan la interrupción del transporte normal y el comercio y la infraestructura destruida.

#### Alivio de desastres recientes en la región
2010
- Alivio de la Tormenta de Guatemala (junio): El USCENTCOM apoyó los esfuerzos de socorro en Guatemala después de la tormenta tropical Agatha causando inundaciones y deslizamientos de tierra a finales de mayo de 2010. Un contingente de cerca de 70 militares de EE. UU., junto al USS Underwood y cinco helicópteros desplegados en la nación centroamericana contribuyeron. Las fuerzas de EE. UU. por vía aérea distribuyeron más de 72.574 kilogramos de alimentos y agua y proporcionaron evaluaciones de la infraestructura.

- Ayuda por el terremoto en Chile (febrero-marzo): Se proporcionó apoyo a los esfuerzos de socorro en Chile tras el terremoto de magnitud 8,8 que sacudió la nación el 27 de febrero. Unos 150 militares de EE. UU. se desplegaron a la nación sudamericana, trabajando con responsables locales y los internacionales para proporcionar alivio a las zonas más afectadas.

- Ayuda por el terremoto de Haití (enero-junio): masivo apoyo militar de EE. UU. a Haití, que incluyó a más de 20.000 soldados, 23 barcos, y decenas de aviones. Durante la misión, las fuerzas de EE. UU. ayudaron a abrir el aeropuerto y los puertos, entregado miles e toneladas de alimentos y agua, y proporcionaron atención médica y apoyo. Además, las fuerzas de EE. UU. trabajaron con los funcionarios locales e internacionales para atender las necesidades a largo plazo.

2009

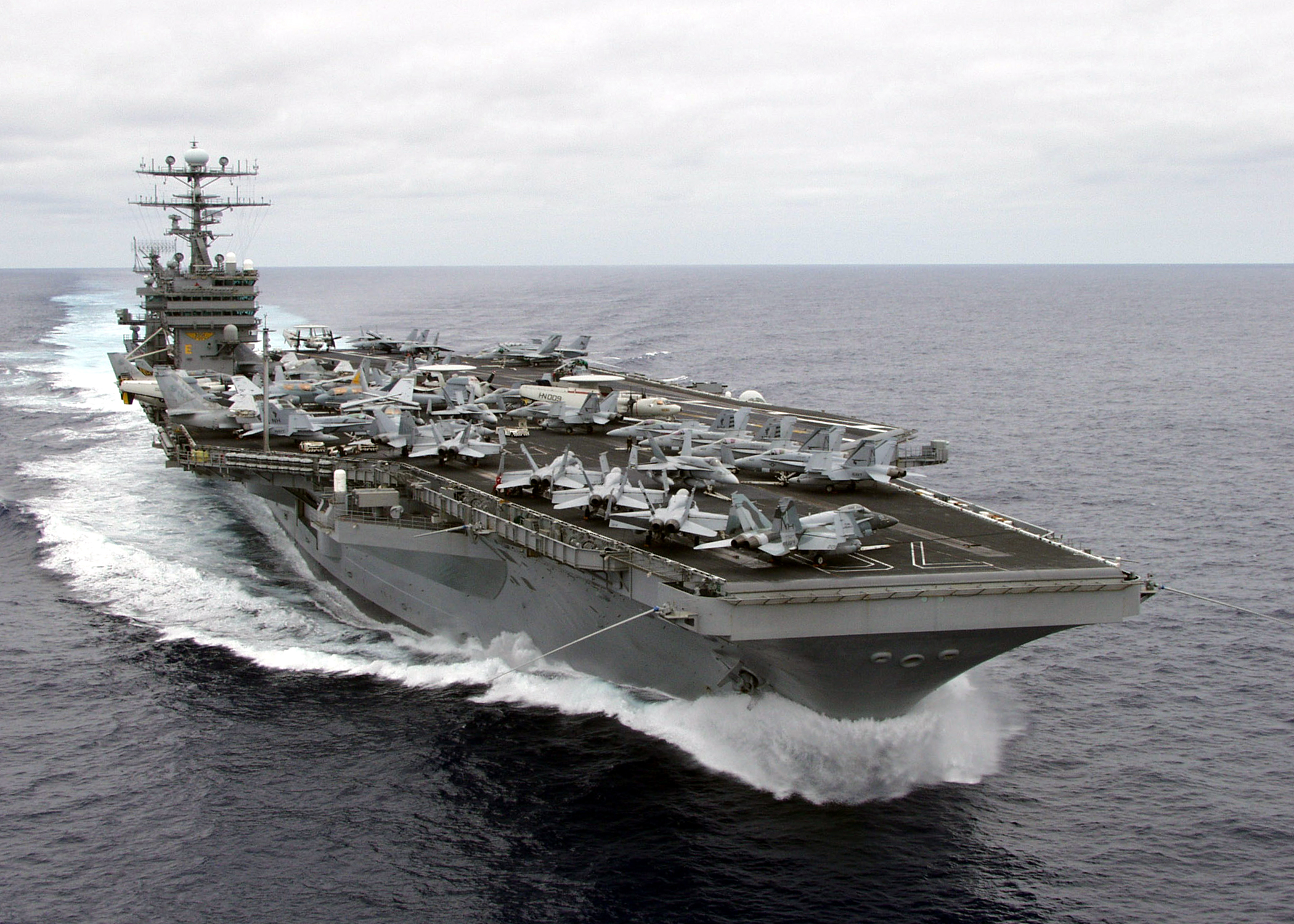
El portaaviones USS Carl Vinson fue uno de los buques enviados a Haití para el transporte de militares en socorro de los afectados por dicho terremoto en 2010

- El caso de inundaciones en El Salvador (noviembre): Alrededor de 40 soldados y cuatro helicópteros de transporte aéreo junto a la Fuerza de Tarea Conjunta Bravo ayudaron con 169.190 kilos de ayuda humanitaria a comunidades aisladas y proporcionaron atención médica limitada a las víctimas.

- Ayuda por el terremoto de Costa Rica (enero): Un equipo de 34 soldados de EE. UU. y cuatro helicópteros de la Fuerza de Tarea Conjunta Bravo trabajo con Costa Rica, los equipos de emergencia para proporcionar apoyo de transporte aéreo durante las operaciones de búsqueda y rescate en zonas aisladas y devastadas.

2008
- Caso de inundaciones en Costa Rica y Panamá (noviembre / diciembre): Un grupo de tropas de EE. UU. y helicópteros de la Fuerza de Tarea Conjunta-Bravo trabajaron junto a funcionarios locales para entregar 142.428 kilos de suministros de socorro y evacuación de 17 pacientes médicos.

- La tormenta de Socorro en Haití (septiembre): Los helicópteros del USS Kearsarge (LHD-3) entregaron 1.496.855 kilos de alimentos, agua y otras ayudas a las comunidades devastadas por una sucesión de tormentas (Fay, Gustav, Hanna e Ike). Los equipos médicos de la nave también proporcionaron atención médica limitada y las evaluaciones a las comunidades afectadas.

2007
- La tormenta tropical Noel (noviembre): Fuerzas de la Guardia Nacional de Puerto Rico, Sur del Ejército de EE. UU. y la Fuerza de Tarea Conjunta Bravo, junto con la búsqueda de apoyo de la Guardia Costera de los EE. UU. y el apoyo de rescate, ayudaron en las evaluaciones de daños, y entregaron los productos básicos de socorro. El Comando Sur también proporcionó US$ 250,000 en suministros de socorro de emergencia.

- El huracán Félix (septiembre): Los helicópteros del USS Wasp, USS Samuel B. Roberts y el transporte aéreo de la Fuerza de Tarea Conjunta Bravo 490 ayudaron con mil libras a las víctimas de Félix. Además, proporcionaron un área de recarga hacia adelante, capacidad que permitió a los nicaragüenses a llegar a las comunidades con rutas destruidas.

- Terremoto en Perú (agosto): Un equipo médico con sede en Texas, de 14 de los aviadores y 30 personas del equipo quirúrgico móvil de la Fuerza de Tarea Conjunta Bravo brindaron atención médica a los peruanos afectados por el desastre.

- Inundaciones en Bolivia (febrero): un avión de transporte aéreo C-130 cargado de suministros de ayuda del USAID ayudó a los esfuerzos de socorro.

2006
- Inundaciones de Panamá (noviembre): las tropas de la Fuerza de Tarea Conjunta Bravo y helicópteros de evacuación de cuatro personas y el transporte aéreo llevaron 58.968 kilos de suministros de socorro.

- Epidemia de intoxicación por alcohol en Nicaragua (septiembre): las tropas de Fuerza de Tarea Conjunta Bravo proporcionaron equipo de tres médicos y donaciones de US$ 185.000 de suministros médicos.

- Erupción volcánica en Ecuador (julio): Asistió a las operaciones de socorro y ofreció 140.000 dólares de suministros médicos y equipos.

2005
- Tormenta tropical Gamma en Honduras (noviembre): Nueve helicópteros de la Fuerza de Tarea Conjunta-Bravo y 40 tropas de transporte aéreo repartieron 50 toneladas de suministros de emergencia a la región afectada.

- El huracán Beta en Honduras (noviembre): Diez helicópteros de la Fuerza de Tarea Conjunta Bravo repartieron 63.502 kilogramos de suministros de socorro.

- El huracán Stan en Guatemala y Nicaragua (octubre): Doce aviones y personal de evacuación extrajeron 125 personas, transportaron unas 300 víctimas y entregaron cerca de 300 toneladas de ayuda.

## Programa de Colaboración Estatal
USSOUTHCOM cuenta actualmente con 22 asociaciones estatales bajo el programa de asociaciones estatales (State Partnership Program - SPP). El SPP crea una asociación entre un estado de los EE. UU. y una nación extranjera al vincular las fuerzas militares o de seguridad del país anfitrión con la Guardia Nacional. USSOUTHCOM sólo es igualado por EUCOM en número de asociaciones.